# Видоц, Паоло
Паоло Видоц (итал. Paolo Vidoz; род. 21 августа 1970, Гориция, Италия) — итальянский боксёр-профессионал, выступавший в супертяжелой весовой категории. Бронзовый призёр Олимпийских игр 2000 года и чемпионатов мира (1997, 1999) среди любителей. Чемпион Европы по версии EBU (2005—2006) в супертяжелом весе.

## Любительская карьера
В 2000 году участвовал в Олимпийских играх в Сиднее (Австралия) представляя сборную Италии и завоевал бронзовую медаль Олимпиады, проиграв в полуфинале британцу Одли Харрисону — который в итоге стал Олимпийским чемпионом.

## Профессиональная карьера
Боксировал с Николаем Валуевым, Александром Устиновым, Владимиром Вирчисом, Альбертом Сосновским и Кубратом Пулевым.
В результате боя с Николаем Валуевым 9 октября 2004 Видоц получил перелом челюсти. Так как врачам пришлось имплантировать Видоцу в челюсть титановые вставки, возникло прозвище «Титановая челюсть».